# Curtiss P-36 Hawk
Pour les articles homonymes, voir Hawk.
Le Curtiss P-36 Hawk, aussi connu sous le nom de Hawk Model 75, était un chasseur américain des années 1930. Contemporain du Hawker Hurricane et du Messerschmitt Bf 109, qui lui sont bien supérieurs. C'est l'un des premiers chasseurs modernes monoplans, de construction entièrement métallique.
Obsolète au moment de l'entrée en guerre, il fut fortement employé par l'Armée de l'air française pendant la bataille de France, puis par le régime de Vichy. Il fut également utilisé par le Commonwealth britannique (où il était surnommé Mohawk), par l'Argentine, le Brésil, la Chine, l'Iran, la Norvège, les Pays-Bas, le Pérou, le Portugal et la Thaïlande. La Finlande en employa également plusieurs douzaines contre l'Union soviétique. Près de mille appareils furent produits.

## Conception et développement
Le Model 75, développé sur fonds propres par Curtiss, fut conçu par l'ingénieur Donovan Berlin. Construit en 1934, le premier prototype était un monoplan à ailes basses de construction entièrement métallique, doté d'un moteur en étoile Wright XR-1670-5 de 900 ch (671 kW) et d'un armement composé d'une mitrailleuse de 7,62 mm et d'une autre de 12,7 mm, tirant à travers le disque de l'hélice. Le train d'atterrissage pivotait à 90° pour venir se loger dans l'aile.
Le prototype effectua son premier vol le 6 mai 1935, atteignant 452 km/h à 3 000 m dès les premiers vols. Le 27 mai 1935, il fut convoyé à Wright Field, dans l'Ohio, pour participer au concours organisé par l'United States Army Air Corps (USAAC) pour choisir son futur chasseur de première ligne. Le prototype de Seversky s'étant écrasé en route, le concours fut reporté. Curtiss profita de l'occasion pour remplacer le moteur peu fiable du prototype par un Wright XR-1820-39 Cyclone de 950 ch (709 kW) et pour retravailler le fuselage, augmentant notamment les surfaces vitrées afin d'améliorer la visibilité vers l'arrière. Le nouveau prototype fut désigné Model 75B, le premier prototype étant rétrospectivement désigné Model 75D.

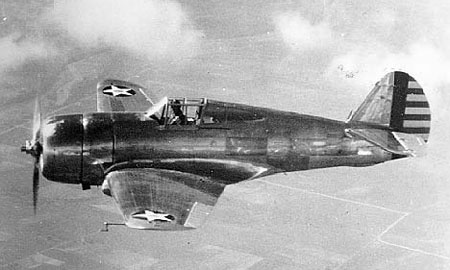
Curtiss P-36 Hawk.

Le concours eut finalement lieu en avril 1936. Malheureusement, le nouveau moteur se montra incapable de fournir la puissance annoncée et l'avion ne dépassa pas les 460 km/h. Le Seversky P-35, plus cher que le chasseur de Curtiss, fit également preuve de performances décevantes lors du concours mais fut tout de même déclaré vainqueur et commandé à soixante dix-sept exemplaires.
Vu le contexte politique en Europe, l'USAAC voulait développer rapidement ses forces et craignait que Seversky ne soit pas capable de livrer ses appareils dans les temps. Il fut donc décidé de se doter d'un autre modèle de chasseur en cas de défaillance de Seversky. Le 16 juin 1936, Curtiss reçut donc une commande portant sur trois prototypes, désignés Y1P-36. Le nouvel appareil (Model 75E) était motorisé par un Pratt & Whitney R-1830-13 Twin Wasp de 900 ch (671 kW) et d'une verrière à la visibilité arrière encore améliorée. Ses performances furent telles qu'il remporta la compétition de 1937 de l'USAAC, qui passa commande de deux cent dix chasseurs P-36A.

## Engagements

### Argentine
L'Argentine fit l'acquisition de plusieurs Hawk 75O, modèle à train fixe d'une maintenance plus facile, conçu pour opérer à partir de terrains sommaires. Elle fit également l'acquisition d'une licence de production pour l'appareil. Ce modèle utilisait le même moteur Wright Cyclone R-1820-G5 que le Martin 139WAA (B-10) utilisé par l'aviation argentine à l'époque. L'appareil était généralement armé d'une mitrailleuse Madsen-DISA de 11,35 mm et de trois mitrailleuses légères Madsen de 7,65 mm. Des pylônes fixés sous les ailes pouvaient emporter jusqu'à dix bombes de 13,6 kg. Les derniers Hawks argentins furent retirés du service en novembre 1954.

### Brésil
En mars 1942, dix P-36A de l'USAAC furent transférés au Brésil.

### Chine
Le prototype du Hawk 75H, une version simplifiée à train fixe semblable au H75O, fut vendu à la république de Chine. Le gouvernement en fit don à Claire Lee Chennault pour usage personnel. La Chine reçut également deux démonstrateurs semblables, de type Hawk 75Q, ainsi qu'un certain nombre de Hawk 75M simplifiés, qui furent utilisés contre les forces japonaises. Le Hawk 75A-5 fut construit sous licence en Chine, mais la production fut délocalisée en Inde britannique et les appareils intégrés dans la RAF comme Mohawk IV.

### Commonwealth Britannique

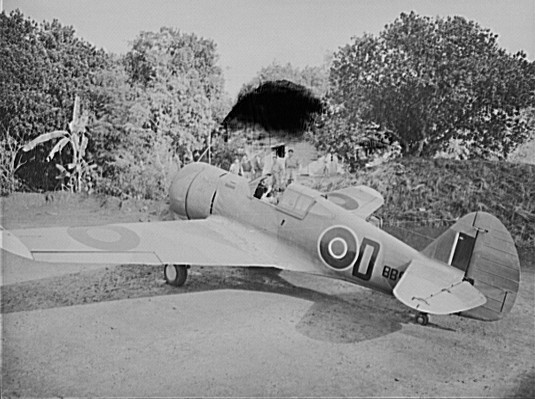
Un Mohawk IV en Inde en janvier 1943.

La Royal Air Force s'intéressa également à l'appareil. Des essais comparatifs entre un Hawk 75A-2 emprunté à la France et un Spitfire Mk I montrèrent que le chasseur américain était supérieur en certains points à cette première version du légendaire intercepteur britannique. Le Hawk était d'un maniement plus aisé que le Spitfire à grande vitesse (au-delà de 480 km/h), tout particulièrement en piqué. Le pilote du Hawk disposait également d'une meilleure visibilité. Enfin, le Hawk était plus facile à contrôler à l'atterrissage et au décollage. Mais grâce à sa meilleure accélération et à sa vitesse supérieure, le Spitfire restait mieux à même d'engager ou de rompre le combat à volonté.
Le Royaume-Uni n'acheta pas le chasseur de Curtiss, mais se retrouva en possession de deux cent vingt neuf Hawks achetés par la France et qui n'avaient pu être livrés avant l'invasion allemande. D'autres appareils furent également livrés par des pilotes fuyant la France après la défaite. Ces appareils reçurent la désignation Mohawk I à IV, reflétant les désignations françaises Hawk 75A-1 à A-4. Ils furent équipés de mitrailleuses Vickers K de calibre .303 (7,69 mm) et reçurent quelques autres équipements britanniques.
Bien que considérés comme obsolètes, nombre de ces appareils servirent au sein de la RAF et de la Royal Indian Air Force (RIAF) en Inde britannique et en Birmanie britannique. En avril 1941, le gouvernement britannique d'Inde commanda quarante huit Mohawk IV à moteur Cyclone pour la RIAF. Ces appareils devaient être construits sous licence par Hindustan Aircraft. Un premier appareil fut construit et effectua son premier vol le 31 juillet 1942. Quatre autres appareils furent construits avant l'abandon du projet. Ces appareils furent utilisés par des unités de la RAF ou de la RIAF.
Des Hawk 75A-5 construits sous licence en Chine furent convoyés en Inde et utilisés par la RAF sous la désignation Mohawk IV. Dix Hawk 75A-9 furent également récupérés après l'invasion de l'Iran par les forces soviétiques et britanniques en août 1941. Soixante-quatorze anciens Mohawk IV français furent également transférés du Royaume-Uni à l'Inde.
Les seules unités de la RAF à utiliser le Mohawk au combat furent le No. 5 Squadron (en) et le No. 155 Squadron (en), principalement au cours de missions d'escorte de bombardiers ou d'attaque au sol. Le Hawk fut retiré du service de la RAF et de la RIAF en 1944.

### États-Unis

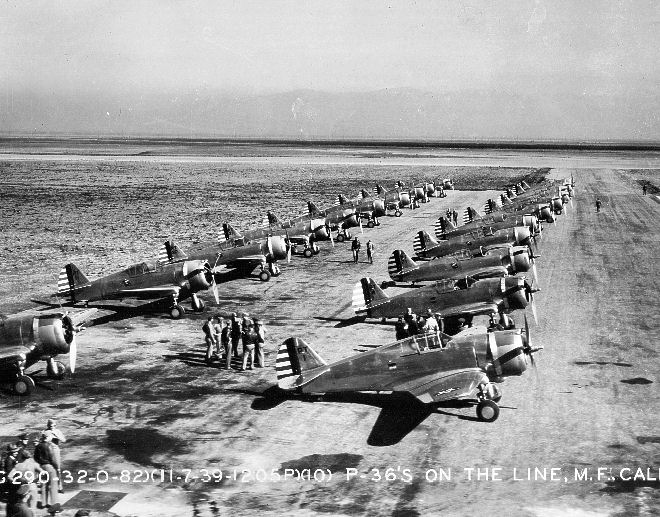
P-36A du 20th Pursuit Group à Moffet Field en 1939.

Les premiers P-36A de série furent livrés au 20th Pursuit Group à Barksdale Field en Louisiane en avril 1938. Les débuts de l'appareil furent marqués par de nombreux problèmes de mise au point dus aux échappements, au revêtement métallique et à des faiblesses de la cellule, imposant de fortement « ménager » les appareils. En mai 1940, 210 étaient en service.
Lorsque ces problèmes furent enfin résolus, le P-36 était considéré comme obsolète et fut relégué à l'entraînement et à des détachements à l'étranger (Albrook Field (en) dans la zone du canal de Panama, Elmendorf Field en Alaska et Wheeler Field (en) à Hawaï). Les P-36 américains ne prirent part aux combats que lors de l'attaque japonaise sur Pearl Harbor le 7 décembre 1941. Cinq des trente neuf P-36 basés à Pearl Harbor parvinrent à prendre l'air et remportèrent les deux premières victoires aériennes américaines de la Seconde Guerre mondiale sur des chasseurs A6M Zero japonais.

### Finlande

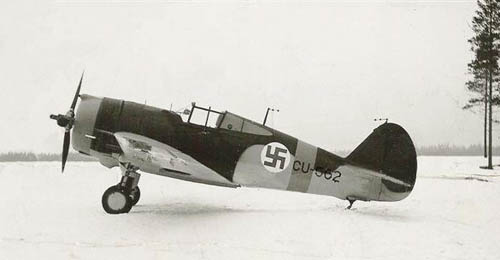
Curtiss Hawk 75A-3 en Finlande en février 1943

Après la défaite française, l'Allemagne céda des Hawk capturés à la Finlande en octobre 1940. Un total de quarante quatre appareils de cinq modèles différents fut transféré en trois lots, livrés entre le 23 juin 1941 et le 5 janvier 1944. Certains appareils provenaient de Norvège, et étaient encore dans leurs caisses de livraison au moment de l'invasion de la Norvège par l'Allemagne. Ces appareils furent codés CU-551 à CU-585.
Le Hawk, surnommé Sussu (« chérie »), était très apprécié en Finlande. L'armée de l'air finlandaise eut beaucoup de succès avec le Hawk, remportant entre le 16 juillet 1941 et le 27 juillet 1944 un total de 190,5 victoires aériennes pour cinquante huit pilotes, pour la perte de quinze appareils. L'as finlandais Kyösti Karhila (en) remporta 13,5 de ses trente deux victoires sur Hawk. Le premier as sur Hawk fut K. Tervo, avec 15,75 victoires. Les Hawk étaient déployés au sein de la Lentolaivue 32 (en).
Les Hawk finlandais étaient initialement armés de quatre ou cinq mitrailleuses de 7,5 mm. Cet armement, suffisant au début de la guerre, se révéla inadapté contre les nouveaux appareils soviétiques, plus rapides et mieux blindés. À partir de 1942, il fut remplacé par un armement constitué d'une ou deux mitrailleuses lourdes Colt de 12,7 mm et de deux ou quatre mitrailleuses Browning de 7,7 mm. Des mitrailleuses lourdes de 12,7 mm de type Berezin UB ou Lkk/42 furent également employées. Ce nouvel armement n'eut aucune influence sur les performances du Hawk mais se montra bien plus efficace contre les appareils soviétiques. Les Hawk finlandais furent équipés de viseurs Revi 3D ou C/12D.
Les Hawk survivants restèrent en service avec les unités HleLv 13, HeLeLv 11 et LeSK jusqu'en 1948.

### France

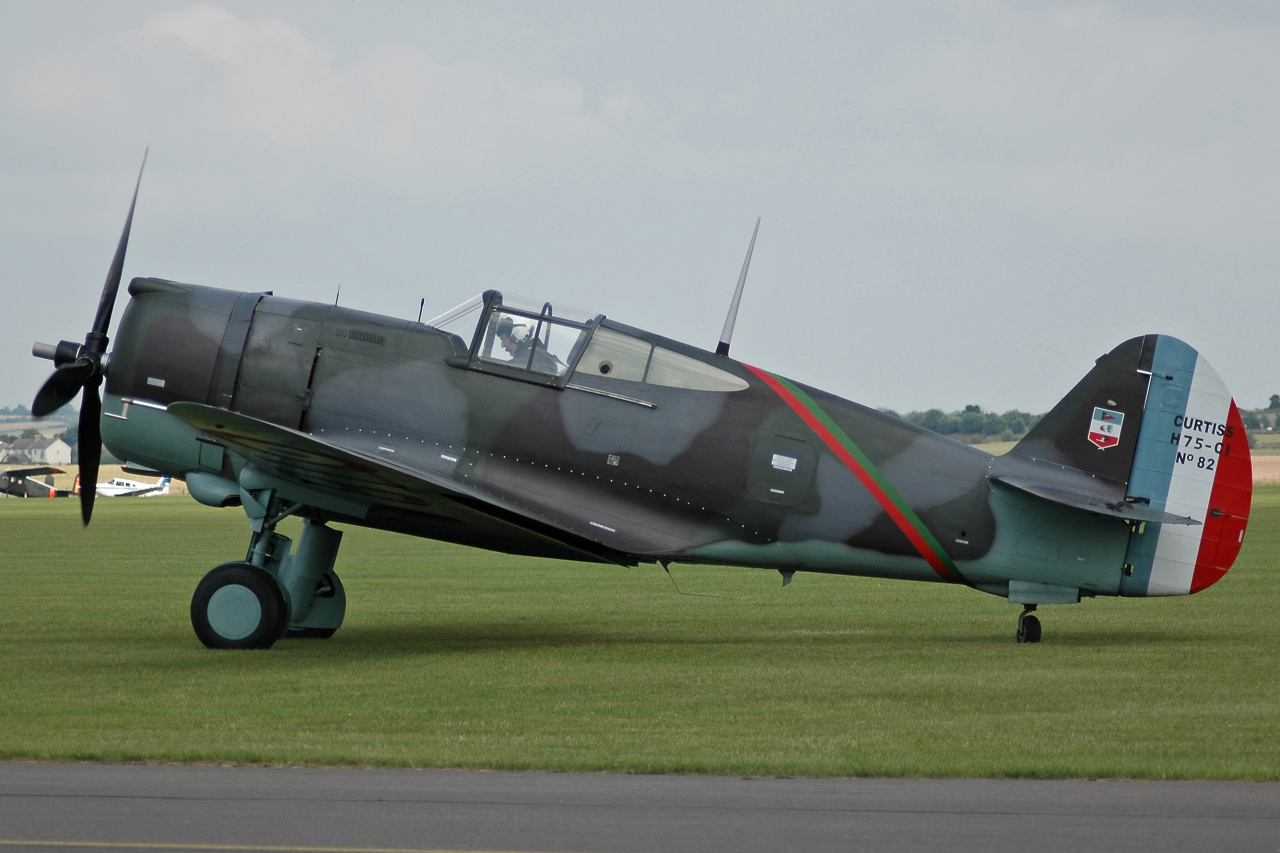
Le Curtiss H.75A-1 no 82 restauré aux couleurs françaises par The Fighter Collection.

La France s'intéressa au P-36 avant même que celui-ci n'entre en production. Néanmoins, l'USAAC s'opposa à la vente de ce chasseur, craignant que ses propres livraisons n'en soient retardées.
Le Hawk rentra finalement en service dans l'Armée de l'air française en mars 1939, sous la désignation Curtiss H.75. Un total de quatre cent seize H.75 fut livré avant la défaite de 1940.
L'appareil faisait partie de ceux utilisés pour la formation des pilotes de chasse, à l'école de chasse située sur la base aérienne 122 Chartres-Champhol.
Le 8 septembre 1939, le Groupe de Chasse II/4, équipé de cet appareil, revendiquait deux Messerschmitt Bf 109, les premières victoires aériennes alliées de la Seconde Guerre mondiale.
De septembre 1939 à juin 1940, les groupes de chasse III/2, I/4, II/4, I/5 et II/5, équipés de Hawk, revendiquèrent 234 victoires sûres et 87 probables pour la perte d'environ 200 appareils toutes causes confondues (combat aérien, accident, capturés…).
Sous le régime de Vichy, le H.75 fut utilisé contre les Britanniques à Mers el-Kébir et à Dakar. Lors de l'invasion de l'Afrique du Nord (opération Torch), les H.75 français s'opposèrent aux Grumman F4F Wildcat de l'US Navy, remportant sept victoires au prix de quinze pertes.
Moins bien armé que le Messerschmitt Bf 109, le Hawk était plus manœuvrant et plus résistant aux dégâts. En combat tournoyant, il surclassait tous ses contemporains, et les pilotes de Messerschmitt n'avaient d'autre solution que de profiter de leur surcroît de vitesse pour s'échapper. Edmond Marin la Meslée, alors lieutenant, totalisa 20 victoires seul ou en collaboration (16 homologuées et 4 probables) aux commandes d'un Hawk, remportées pour la plupart en mai et juin 1940, devenant de ce fait l'as français le plus titré de la campagne de France.

#### Variantes

##### H75 A-1

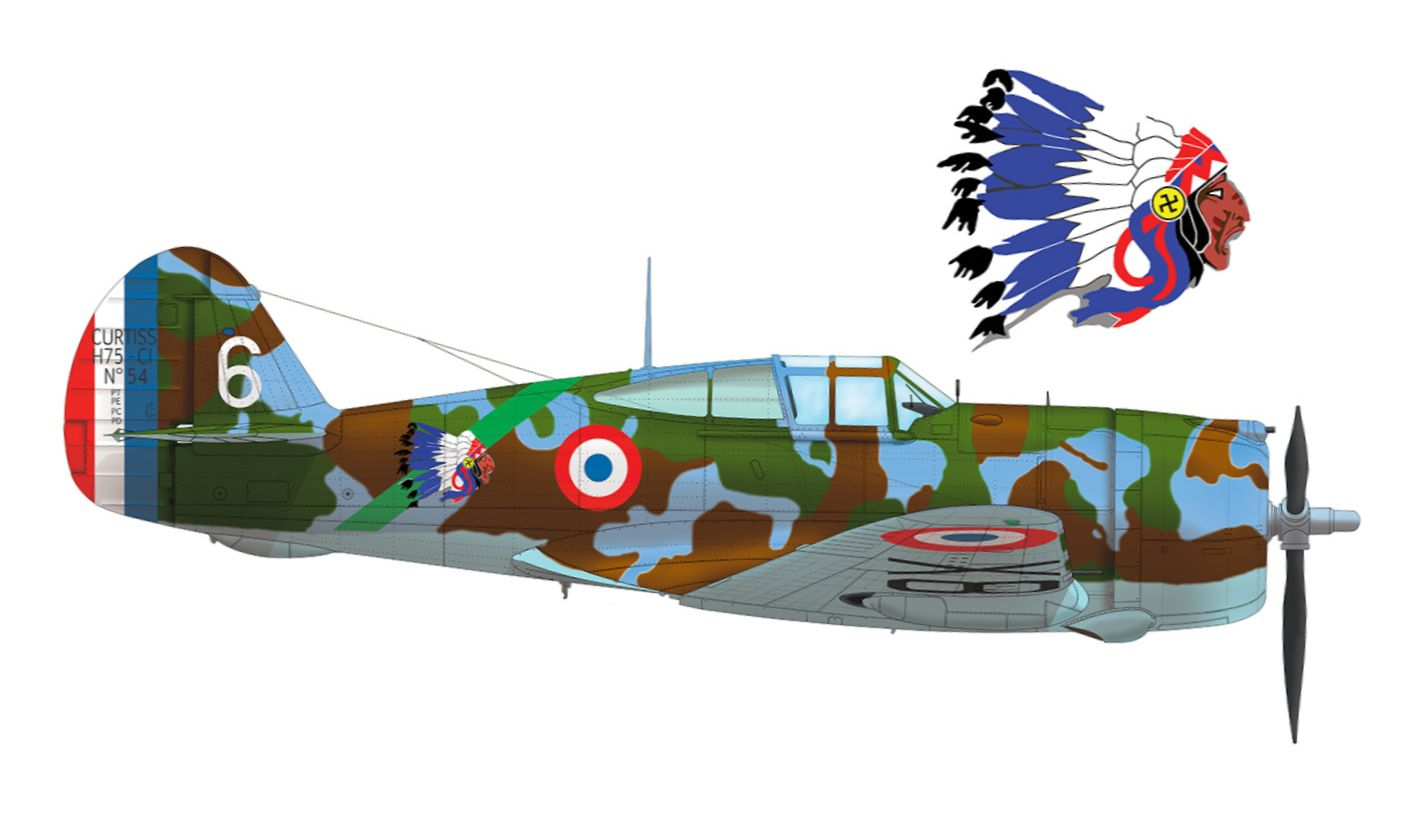
Curtiss H75A-1 du Groupe de Chasse II/5 de l'Armée de l'Air française, Juin 1940

En février 1938, le gouvernement français entra en négociations avec le constructeur américain Curtiss pour la fourniture de trois cents Curtiss H.75 type A. C'était une version conçue pour l'exportation du P-36 proposé avec un moteur Pratt & Whitney R-1830 Twin Wasp ou un Wright Cyclone.
Cependant, le prix demandé par Curtiss parut exorbitant (environ le double d'un Morane-Saulnier MS.406). De plus, le planning de livraison proposé d'une vingtaine d'avions au mois de mars 1939 puis de trente appareils par mois fut considéré comme inacceptable. Enfin, l'USAAC, craignant que la commande française fasse baisser le rythme de ses propres livraisons, s'opposa au marché.
Malgré tout, le réarmement rapide de l'Allemagne conduisit le gouvernement français à poursuivre ses négociations. Grâce à l'intervention du président Roosevelt, le pilote français Michel Détroyat fut autorisé à faire un vol d'essai sur le Y1P-36 à Wright Field en mars 1938. Son rapport fut extrêmement enthousiaste. Curtiss suggéra alors pour améliorer les délais de livraison que le gouvernement français finance la construction et l'équipement d'usines d'assemblage; la France finança finalement pour 940 000 $ (
17 millions actuels) une nouvelle ligne de production pour le P-36.
Trouvant que le prix était toujours trop élevé, les Français décidèrent le 28 avril 1938 d'attendre la fin des essais du Bloch MB.150 qui coûtait à peu près la moitié du prix du Curtiss H.75. Finalement, comme les essais du Bloch MB.150 rencontraient beaucoup de difficultés et laissaient prévoir des difficultés de mise en production, le ministère de l'Air passa commande le 17 mai 1938 de cent cellules et de cent soixante-seize moteurs Pratt & Whitney R-1830 Twin Wasp. Le contrat prévoyait que le centième et dernier exemplaire devait être livré pour le 10 avril 1939.
En accord avec cette commande, la version initiale dénommée Hawk 75A-1 par Curtiss fut livrée en majorité non assemblée en France et fut remontée par la Société nationale de constructions aéronautiques du Centre (SNCAC) à Bourges. Le premier Hawk 75A-1 vola à Buffalo le 21 novembre 1938 et les premiers exemplaires furent livrés en France le 14 décembre 1938. Le remontage par la SNCAC des exemplaires livrés débuta en février 1939.
Fin février 1939, la 5e puis la 4e escadre de chasse, stationnées sur la base aérienne de Reims commencèrent leur conversion en remplacement de leurs Dewoitine D.500 et 501 et, au premier juillet, la 5e Escadre alignait cinquante-quatre Hawk et la 4e Escadre quarante-et-un.

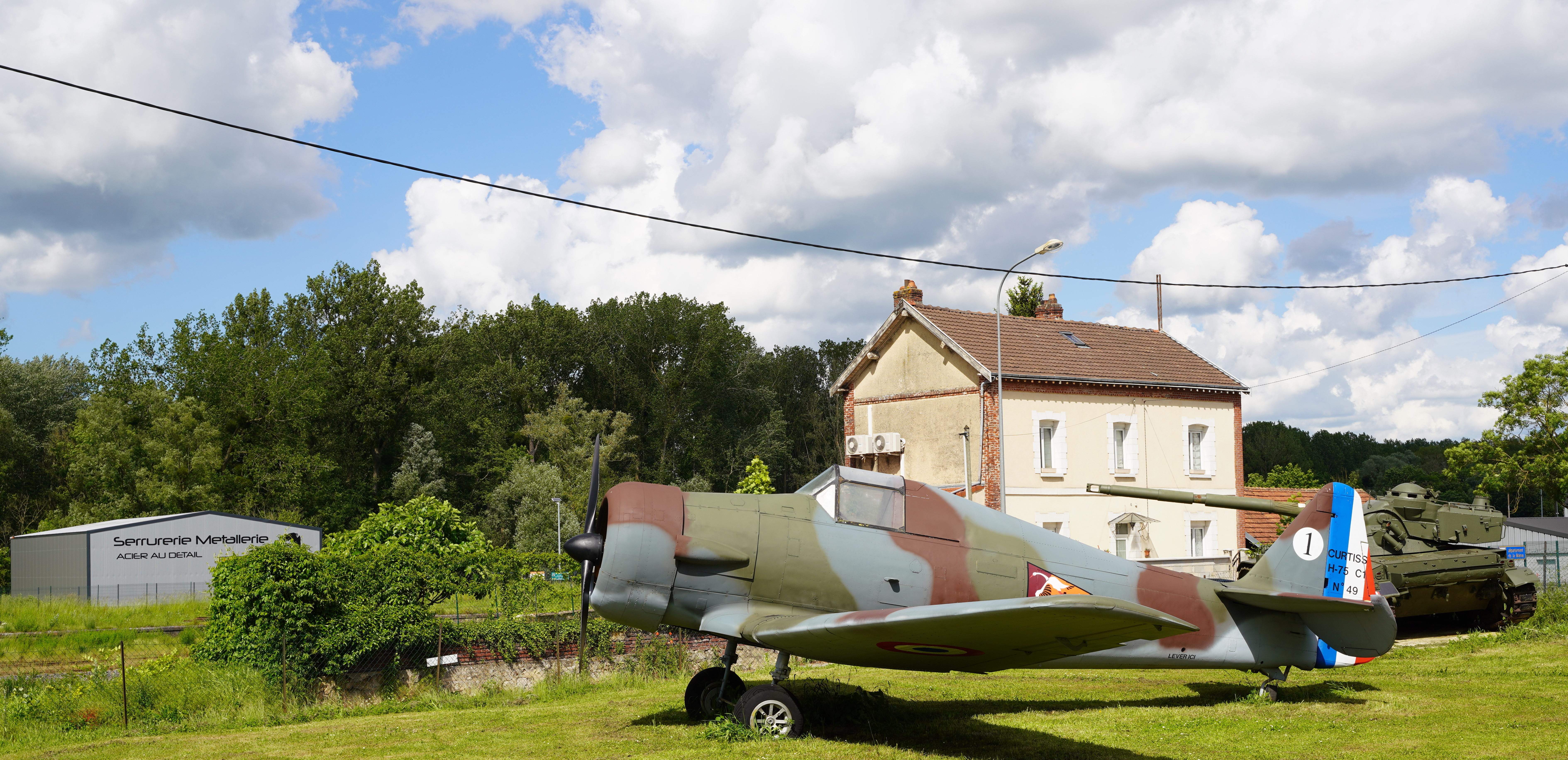
Le H75-C1 no 49 au musée France 40 Véhicules.

Le Hawk 75A-1 utilisait un moteur Pratt & Whitney R-1830 Twin Wasp SC-G de 900 chevaux à 4 000 mètres et 1 050 chevaux au décollage. L'armement était constitué de 4 mitrailleuses FN Browning modèle 38 de 7,5 mm (deux dans le capot et deux dans les ailes) alimentées par 1 200 cartouches. Les instruments avaient été adaptés au système métrique et le siège modifié pour le parachute Lemercier. La manette des gaz utilisait le mode « français », avec une direction inverse du mode anglo-saxon.
L'Armée de l'air numérota chaque appareil en affichant le nom du constructeur (Curtiss) sur le gouvernail, suivi de la lettre H (pour Hawk), du rang original du modèle (75, pour model 75), puis le type de son emploi (C pour "Chasse") et du nombre de personne à bord (1 pour "monoplace"). De plus, chacun des avions français portait son numéro d'ordre dans sa série des 416 avions Curtiss achetés (cent H75-A1, cent H75-A2, deux-cent-trente-cinq H75-A3 puis quatre-vingt-un H75-A4), donc de 1 à 416. Le marquage sur le gouvernail fut, par exemple en septembre 1939  pour l'appareil (numéro 1) du sergent pilote de l'Armée de l'air André-Armand Legrand, du GC II/5 (Escadrille La Fayette) :
CURTISS
H75-C1
no 1

##### H75 A-2
La commande initiale de mai 1938 comportait une option pour cent appareils supplémentaires. Cette option fut convertie en commande ferme le 8 mars 1939. Ces avions différaient des A-1 par la présence de deux mitrailleuses de 7,5 millimètres supplémentaires dans les ailes, un renforcement de l'arrière du fuselage, et quelques modifications mineures pour permettre l'interchangeabilité du moteur R-1830-SC-G avec le R-1830-SC3-G équipé d'un nouveau carburateur qui le rendait plus performant en altitude.
Ce nouveau modèle fut désigné Hawk 75 A-2 par Curtiss. Il était plus ou moins équivalent au XP-36D de l'USAAC. Les premiers A-2 furent livrés fin mai 1939 mais le premier exemplaire bénéficiant à la fois des quatre mitrailleuses d'aile et du moteur R-1830-SC3-G fut le quarante-huitième.
L'armée de l'air numérota ces avions à la suite des A-1, le premier A-2 étant numéroté 101.

##### H75 A-3
Cent trente-cinq exemplaires du Hawk 75 A-3 furent commandés par la France le 5 octobre 1939 (contrat no 173/0). Ceux-ci étaient en majorité équipés du moteur R-1830 SC3G (quelques exemplaires de fin de série ont reçu un R-1830 SCG) et des six mitrailleuses du A-2. Numérotés du no 201 au no 335, les cent trente cinq exemplaires furent livrés à la France avant la défaite, et la majorité prise en compte par l'armée de l'air.

##### H75 A-4

Un Mohawk IV de la RAF en Inde en janvier 1943

Commandés en même temps que les Hawk 75 A-3 (contrat no 173/0), la demande française porta sur trois cent quatre-vingt-quinze Hawk 75 A-4, ramenés à deux-cent-soixante-cinq par un avenant de février 1940. Disposant du même armement que les A-3, ils étaient équipés d'un moteur Wright Cyclone R-1820-G205A de 1 200 chevaux.
Seuls vingt-quatre exemplaires purent rejoindre la France métropolitaine, dont neuf pourront gagner l'Afrique du Nord par la voie des airs avant l'armistice. Trente furent livrés en caisses à Casablanca, dix-sept en Martinique et six autres en Guadeloupe (ces vingt-trois derniers appareils furent envoyés au Maroc vers 1943-1944 et utilisés pour l'entraînement des pilotes en même temps que ceux qui s'y trouvaient déjà).
On a longtemps cru que trente exemplaires avaient été perdus pendant leur transport maritime en juin 1940 à bord du Champlain, coulé par une mine puis un sous-marin. Mais si celui-ci avait bien convoyé des appareils auparavant, il n'en contenait plus lorsqu'il a sombré.
Les Britanniques rachetant le 16 juin 1940 les contrats en suspens, le reste des Hawk 75A-4 non livrés à la France fut utilisé par la RAF sous la désignation Mohawk IV.

#### Utilisation par d'autres forces aériennes
Après la défaite française, les appareils qui ne s'étaient pas échappés vers des zones non occupées ou vers l'Angleterre furent pris en charge par la Luftwaffe et envoyés en Allemagne. Certains furent capturés avant même d'avoir été remontés. Assemblés par le Espenlaub Flugzeugbau, ils furent équipés d'instruments allemands et exportés vers la Finlande qui en reçut trente-six.
Ces Hawk, ainsi que quelques exemplaires récupérés de l'armée norvégienne, participèrent à la guerre du côté de l'Axe quand la Finlande entra en guerre contre l'Union soviétique et restèrent en service dans l'armée finlandaise jusqu'en 1948.

### Indes néerlandaises
En octobre 1939, le gouvernement des Indes néerlandaises passa commande de vingt quatre Hawk 75 A-7, motorisés par des Wright Cyclone de 1 200 ch (895 kW), armés de quatre mitrailleuses de 7,7 mm et capable d'emporter deux bombes de 45 kg sous les ailes. Ces chasseurs furent expédiés en 1940 (et furent presque expédiés[pas clair] aux Pays-Bas lors de l'invasion allemande). Ils furent utilisés jusqu'au moment de l'invasion japonaise mais avaient tellement volé que les moteurs étaient usés.
Les Hawk néerlandais furent utilisés pour former le 1-VlG IV, ou Vliegtuiggroep IV, le 1er afdeling (1st Squadron, Airgroup IV) de l'Aviation militaire de l'armée royale des Indes néerlandaises, et quelques-uns pour le 1-VIG V. Ils participèrent aux combats au-dessus de Malacca, Sumatra et Java et parvinrent à détruire une voie ferrée et à intercepter des bombardiers. Ils participèrent également aux combats aériens au-dessus de Surabaya où les forces aériennes américaines, britanniques et néerlandaises s'opposèrent ensemble à l'aviation japonaise.

### Iran
Dix Hawk 75 A-9 furent commandés en 1940, livrés à l'État impérial d'Iran en 1941 mais furent capturés par les Britanniques alors qu'ils étaient encore en caisses. Ces appareils furent envoyés aux Indes et intégrés dans la RAF en 1942.

### Norvège
La Norvège commanda vingt quatre Hawk 75 A-6 motorisés par des Pratt & Whitney Twin Wasp. Sur les dix-neuf appareils reçus, seuls sept avaient été assemblés à Kjeller au moment de l'invasion allemande et aucun n'était opérationnel ni pris en compte par le service aéronautique de l'armée norvégienne. Les appareils qui n'avaient pas été assemblés furent sabotés par un employé des douanes, qui brisa tous les instruments et coupa tous les câbles électriques accessibles. Les Hawk norvégiens capturés furent cédés à la Finlande. La Norvège commanda également trente six Hawk 75 A-8 motorisés par des Wright Cyclone. Trente appareils furent livrés comme appareils d'entraînement avancé à la base norvégienne installée près de Toronto au Canada, établie par le gouvernement norvégien en exil à Londres. Ils furent cédés quelque temps plus tard aux États-Unis et re-désignés P-36 G.

### Pérou
En 1943, les États-Unis envoyèrent vingt huit Hawk au Pérou dans le cadre de la loi Prêt-Bail. Il s'agissait des anciens P-36 G ex-norvégiens qui avaient servi au Canada.

### Portugal
Douze Mohawk britanniques à moteur Cyclone parvinrent au Portugal, après être devenus obsolètes dans la RAF. Ils furent utilisés pour la défense des îles Açores.

### Thaïlande

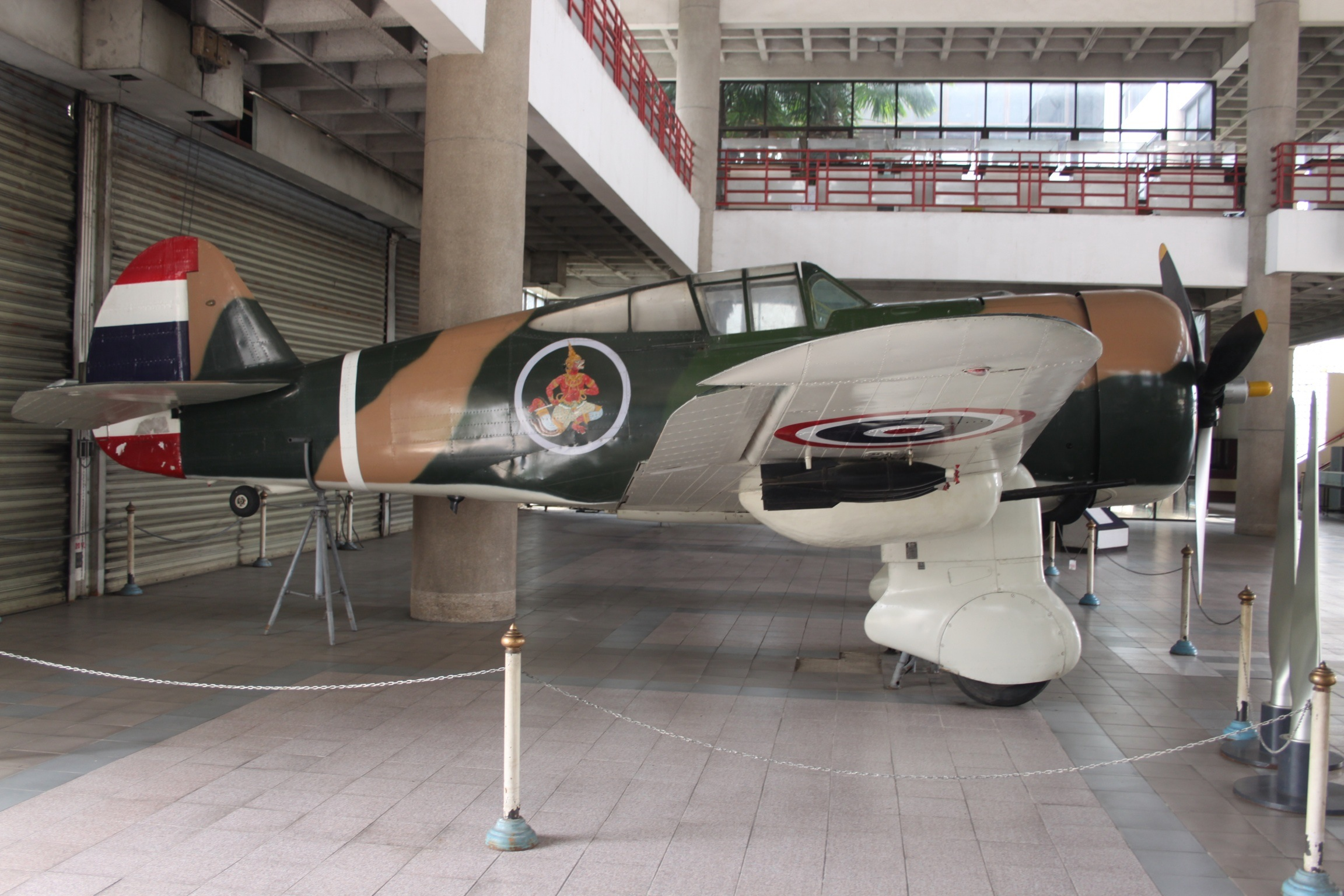
Curtiss Hawk 75N, au Don Mueang International Airport

Quelques Hawk 75N furent utilisés par la force aérienne royale thaïlandaise lors de la guerre franco-thaïlandaise. Ils participèrent également à la bataille de Prachuap Khiri Khan lors de l'invasion japonaise de la Thaïlande.

## Versions
- Model 75A - démonstrateur utilisé par Curtiss, utilisé avec différents moteurs.
- Model 75B - prototype motorisé par un Wright R-1820.
- Model 75D - premier prototype, moteur Wright Whirlwind R-1670.
- Model 75H - désignation de Curtiss pour un modèle export simplifié à train fixe. Deux appareils légèrement différents furent construits. Le premier fut cédé à la Chine et le second à l'Argentine.
- Model 75J - 75A utilisé par Curtiss et temporairement équipé d'un turbo-compresseur externe.
- Model 75K - Jamais construit, censé être motorisé par un Pratt & Whitney R-02180 Twin Hornet.
- Model 75P - P-36A de série (numéro de série 38-010), équipé d'un Allison V-1710 refroidi par liquide, prototype du Curtiss P-40 Warhawk.
- Model 75R - 75A utilisé par Curtiss et temporairement équipé d'un moteur R-1830-SC2-G avec turbocompresseur, atteint la vitesse de 530 km/h. Se révéla trop complexe et peu fiable.
- Y1P-36 (Model 75E) - Prototype destiné à l'USAAC, moteur Pratt & Whitney R-1830.
- P-36A (Model 75L) - Version commandée par l'USAAC. Le P-36A-3 est équipé de quatre mitrailleuses de 7,62 mm dans les ailes en plus de celles installées dans le capot moteur.
- P-36B - P-36A de série équipé d'un R-1830-25 de 1,100 ch (820 kW), atteint les 504 km/h, puis remis dans la configuration des P-36A de série.
- P-36C - Une mitrailleuse de 7,62 mm supplémentaire dans chaque aile, avec des casiers à munitions sous les ailes. Moteur R-1830-17 de 1 200 ch (895 kW), les 30 derniers appareils de série furent construits comme P-36C.
- XP-36D - P-36A de série modifié avec deux mitrailleuses lourdes de 12,7 mm dans le nez et quatre mitrailleuses de 7,62 mm dans les ailes.
- XP-36E - P-36A de série équipé de quatre mitrailleuses de 7,62 mm dans les ailes, et d'armes de capot standard.
- XP-36F - P-36A de série équipé de deux canons Madsen de 23 mm sous les ailes, puis rendu au standard P-36A car les armes engendraient une sérieuse baisse de performance (vitesse maximale de 427 km/h.
- P-36G - Hawk 75A-8 utilisé par la Norvège pour l'entraînement au Canada, puis cédés au Pérou. Moteur Wright R-1820-G205A de 1 200 ch (895 kW).
- Hawk 75A-1 - Premier lot livré à la France (cent exemplaires): quatre mitrailleuses de 7,5 mm, moteur R-1830-SC-G de 900 ch (671 kW).
- Hawk 75A-2 - Deuxième lot livré à la France (cent exemplaires): moteur R-1830-SC-G ou R-1830-SC3-G de 1 050 ch (783 kW), six mitrailleuses de 7,5 mm.
- Hawk 75A-3 - Troisième lot livré à la France (cent trente cinq exemplaires): semblable au H.75A-2.
- Hawk 75A-4 - Dernier lot produit pour la France: Hawk 75A-2 avec un moteur Wright R-1820-G205A Cyclone de 1 200 ch (895 kW). Deux cent quatre vingt cinq exemplaires produits, quatre vingt un livrés à la France, le reste étant récupéré par le Royaume-Uni sous la désignation Mohawk IV.
- Hawk 75A-5 - Construit sous licence en Chine (puis en Inde), intégrés par la RAF comme Mohawk IV.
- Hawk 75A-6 - Version norvégienne, les appareils capturés étant cédés à la Finlande.
- Hawk 75A-7 - Version produite pour les Indes Néerlandaises : moteur Cyclone de 1 200 ch (895 kW), quatre mitrailleuses de 7,7 mm (deux dans le nez, une dans chaue aile) et deux bombes de 45 kg.
- Hawk 75A-8 - Version d'export norvégienne, re-désignée P-36G.
- Hawk 75A-9 - Dix appareils livrés à l'Iran, capturés par les Britanniques avant leur mise en service et reversés à la RAF comme Mohawk IV.
- Hawk 75M - Version simplifiée à train fixe et moteur Wright R-1820 Cyclone pour la Chine, construit par Curtiss et sous licence par la Central Aircraft Manufacturing Company en Chine.
- Hawk 75N - Version simplifiée à train fixe pour la Thaïlande.
- Hawk 75O - Version simplifiée pour l'Argentine. Trente exemplaires construits par Curtiss et livrés à l'Argentine. La Fabrica Militar de Aviones devait en construire deux cents sous licence mais n'en produira que vingt.
- Hawk 75Q - Deux démonstrateurs simplifiés destinés à la Chine.
- XP-37 - Version à moteur Allison V-1710 refroidi par liquide, poste de pilotage déplacé vers l'arrière.
- YP-37 - Version d'évaluation du XP-37, treize appareils construits.
- XP-42 (Model 75S) - Banc d'essais pour capots moteurs carénés.

### Aéronefs comparables
- Bloch MB.152
- Curtiss-Wright CW-21
- Fiat G.50
- Focke-Wulf Fw 190
- Hawker Hurricane
- IAR-80
- Macchi MC.200
- Messerschmitt Bf 109
- Mitsubishi A6M Zero
- Nakajima Ki-43
- Reggiane Re.2000
- Rogožarski IK-3
- Seversky P-35